# Baulkham Hills
Baulkham Hills is een voorstad van Sydney in de Australische deelstaat New South Wales. Bij de telling van 2016 had Baulkham Hills 37.350 inwoners.